# ヒメノガン

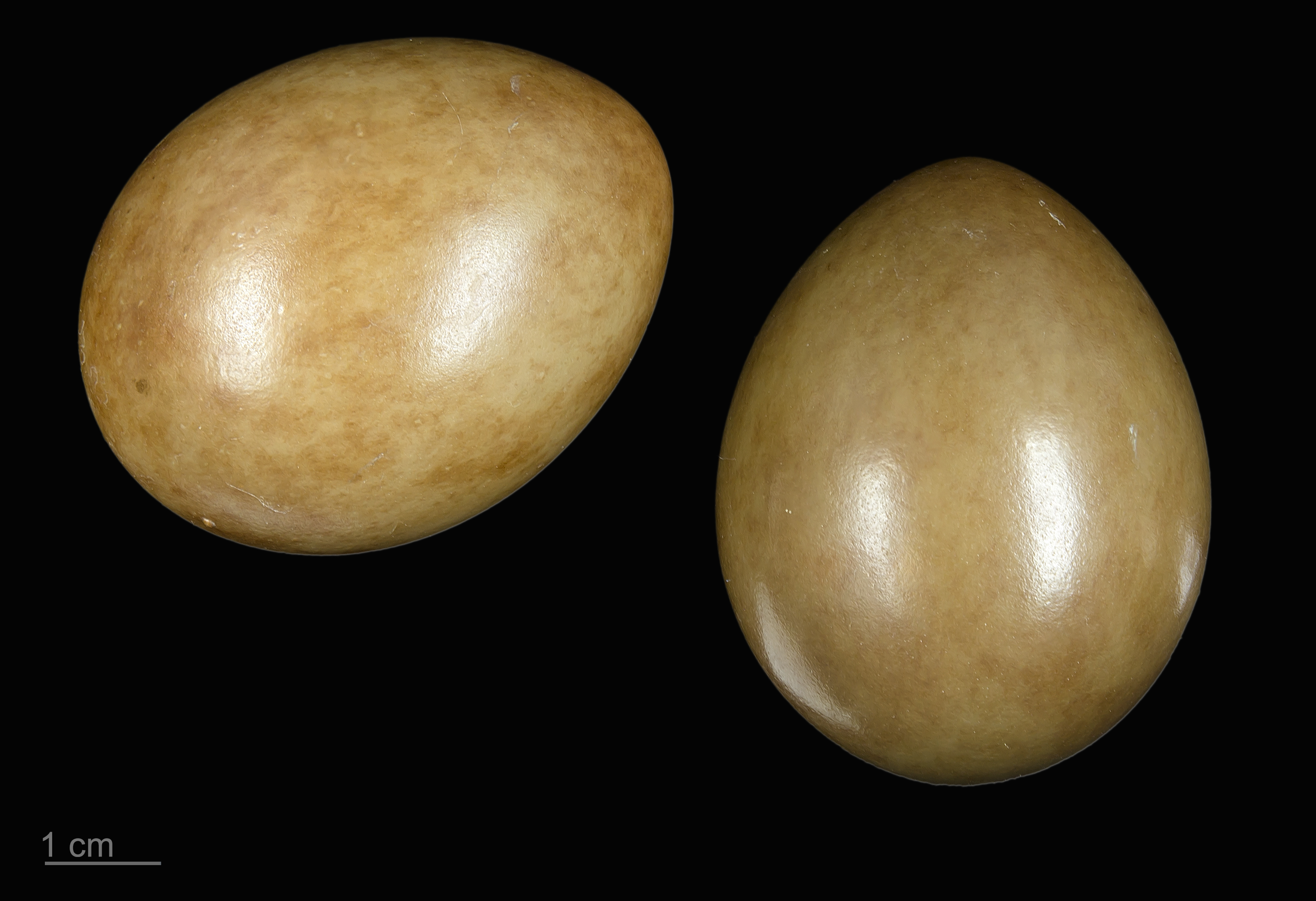
Tetrax tetrax

ヒメノガン (姫野雁、学名：Tetrax tetrax)は、ツル目ノガン科に分類される鳥類の一種。和名のヒメノガンは、後述の標本を鑑定した榎本佳樹によるものである。

## 形態
翼長約24.2~28cm、全長約43cmで、ノガン類では最小の種である。雄の夏羽は、顔は青灰色で頸が黒く、白いV字線と首輪がある。体の上面は茶褐色で黒色の波状斑があり、体の下面は白。雄の冬羽と雌は全身茶褐色で腹部が白く、黒色の波状斑がある。

## 分布
ヨーロッパ東部や中央アジア、シベリア西部で繁殖し、北部に生息する個体は冬期に小アジア、シリア、インド西北部に渡る。日本では迷鳥として1940年（昭和15年）1月4日に福岡県山門郡西宮永村（現在の福岡県柳川市）の麦畑に渡来した幼鳥1羽が捕獲された記録がある。剥製は黒田長礼邸に保管されたが、現況は不明。

## 生態
広く平坦な草原や農耕地などに生息する。繁殖期以外は群れで行動する。
食性は雑食性で、おもに植物や無脊椎動物を食べる。先述の渡来時は砂嚢に麦の若芽が詰まっていた。

## 関連地名
- ホヒトヴァー、ウクライナ